# Mustafa Kemal Atatürk
Mustafa Kemal Atatürk (IPA: [mustaˈfa ceˈmal aˈtaˌtyɾc]; Salonicco, 19 maggio 1881 – Istanbul, 10 novembre 1938) è stato un generale e politico turco, fondatore e primo presidente della Repubblica Turca (1923-1938). Dal 1916 fu chiamato Mustafa Kemal "Paşa", dal 1934 Kemal "Atatürk".
È l'eroe nazionale turco e il padre della Turchia moderna. Forte del suo prestigio in patria per aver assicurato la vittoria turca nella battaglia di Gallipoli del 1915 durante la prima guerra mondiale, Mustafa Kemal guidò il Movimento Nazionale Turco che resistette all'occupazione e alla spartizione della Turchia continentale da parte delle Potenze alleate dopo la sconfitta e dissoluzione dell'Impero ottomano. Sotto il suo comando, nella guerra di indipendenza turca le forze turche sconfissero e cacciarono le armate armene, francesi e greche, nonché gli ultimi lealisti del sultano ottomano, ottenendo così la rinegoziazione dei trattati di pace e quindi la firma del Trattato di Losanna (1923) in sostituzione a quello di Sèvres. Infine dichiarò decaduto il sultanato, proclamando così la Repubblica di Turchia.
Fu promotore di una radicale politica di riforme volte alla modernizzazione e secolarizzazione della Turchia, facendola diventare una nazione laica e in via di industrializzazione, favorendo inoltre una profonda occidentalizzazione dal punto di vista culturale e dei costumi, volta a creare un distacco dalla precedente cultura ottomana e islamica. Ideologicamente laico e nazionalista, le sue politiche e teorie sociopolitiche divennero note come kemalismo.
Per i suoi meriti in patria, così come in Europa, è considerato una delle più importanti figure del XX secolo.

## Biografia

### Gli anni giovanili (1881-1899)
Mustafa nasce nel 1881. La sua casa natale è controversa: una casa del distretto di Koca Kasım Paşa, in via Islahhane (oggi via Apostòlu Pàvlu) è oggi preservata come suo museo, ma secondo altre fonti potrebbe essere nato nel distretto Ahmed Subaşı.
Il padre era Ali Rıza Efendi; la madre, Zübeyde Hanım, si occupava della casa e della famiglia. Dalla coppia nacquero sei figli, di cui i primi tre morirono in tenera età a causa della difterite: Fatma (nata nel 1872, morta nel 1875), Ahmet (nato nel 1874, morto nel 1883), Ömer (nato nel 1875, morto nel 1883), Mustafa (Kemal Atatürk), Makbule (nata nel 1885, morta nel 1956 - unica sopravvissuta fino all'età adulta) e Naciye (nata nel 1889, morta nel 1901 di tubercolosi). Secondo Andrew Mango, la famiglia di Mustafa Kemal era musulmana, di lingua turca e di classe medio-bassa. Secondo altre fonti (tra cui Falih Rıfkı Atay, Vamık D. Volkan, Norman Itzkowitz, Müjgân Cunbur, Numan Kartal e Hasan İzzettin Dinamo), gli antenati di Ali Rıza erano turchi del villaggio di Söke nella provincia di Aydın in Anatolia.
Si ritiene che la madre di Mustafa, Zübeyde, fosse di origine turca, e secondo Şevket Süreyya Aydemir aveva antenati Yörük. Secondo alcune affermazioni diverse, discendeva da albanesi, macedoni torbesci o bulgari musulmani. Per via della numerosa comunità ebraica di Salonicco nel periodo ottomano, molti degli oppositori islamisti di Atatürk hanno sostenuto che egli avesse antenati Dunmeh, ossia ebrei convertiti all'Islam. Tuttavia, i suoi nonni non erano di Salonicco, e la sua famiglia si era trasferita nella città - il maggiore centro della Rumelia ottomana - nel tardo XIX secolo da altre province ottomane. Secondo alcuni la carnagione chiara, capelli biondi e occhi azzurri di Atatürk farebbero presumere antenati slavi o albanesi, numerosi nella regione.
Nel 1893 entrò in una scuola militare di Salonicco, e tre anni dopo in un collegio militare.

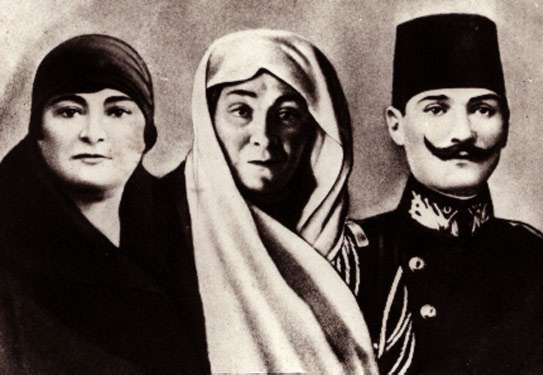
Makbule, Zübeyde e Mustafa Kemal
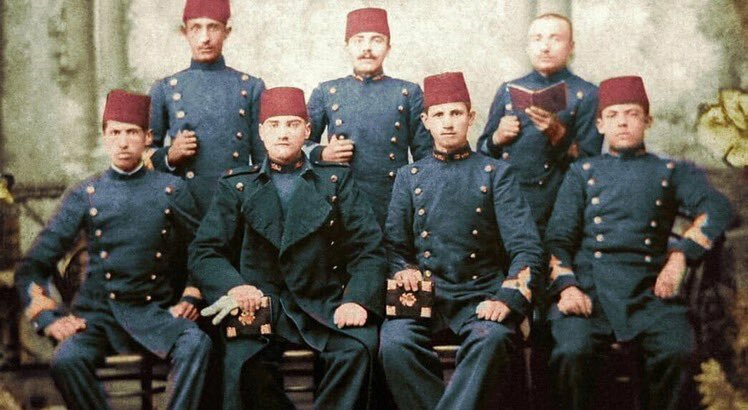
Mustafa Kemal nel 1901
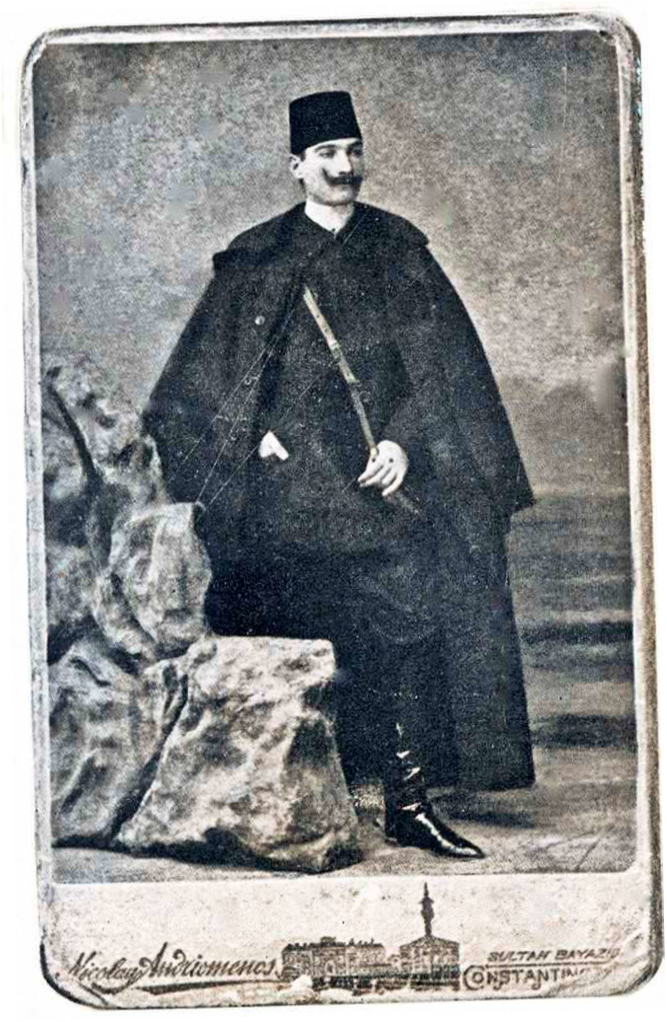
Mustafa Kemal nel 1905
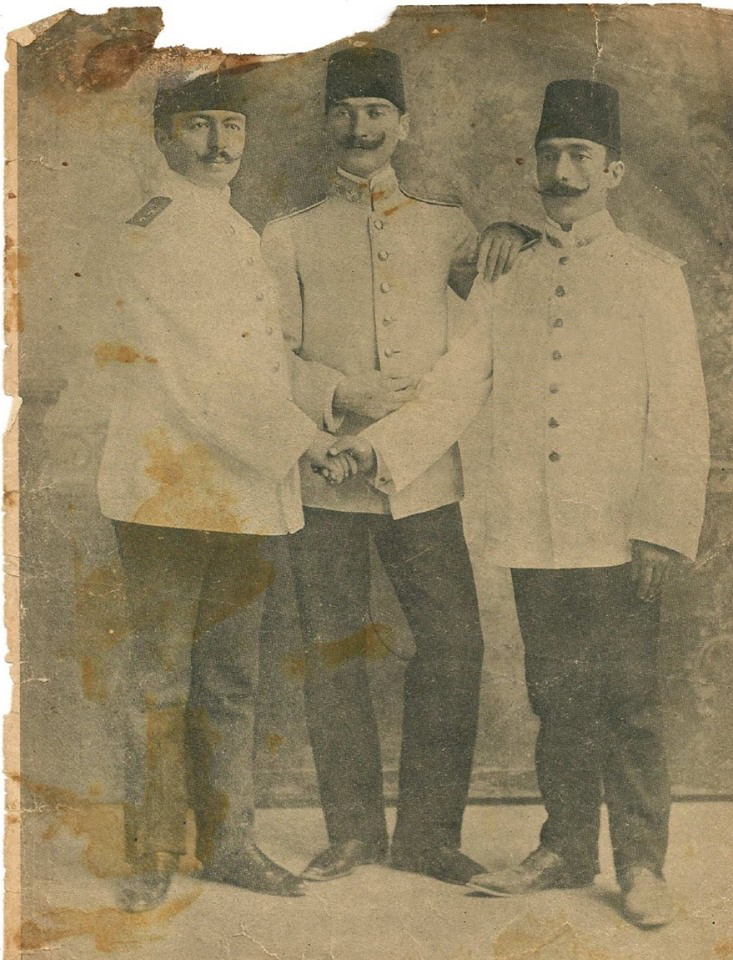
Mustafa Kemal con i suoi compagni a Beirut (1906)

## Carriera militare

### Gli inizi
Nel 1899 fu ammesso all'accademia militare dell'esercito, da cui uscì nel gennaio 1905, e subito si unì a una piccola società rivoluzionaria segreta di ufficiali riformisti, chiamata Vatan ve Hürriyet ("Patria e libertà").
Aderì nel 1908 al movimento dei "Giovani Turchi", ufficiali che volevano modernizzare le forze armate di cui fu un quadro di media rilevanza prima della Grande Guerra. Nel 1912 prese parte alla guerra italo-turca, combattendo e venendo ferito in Tripolitania.

### Le guerre balcaniche (1912-1913)
Ritornato in Turchia dalla Libia, Mustafa Kemal fu mandato, il 1º dicembre 1912, al suo nuovo quartier generale sulla penisola di Gallipoli e, durante la prima guerra balcanica, prese parte allo sbarco anfibio a Bulair, sulla costa della Tracia, sotto il comando del Binbaşı Fethi Bey, ma questa offensiva fu respinta durante la battaglia di Bulair dalla settima divisione di fanteria Rila di Georgi Todorov, sotto il comando della IV armata bulgara di Stiliyan Kovachev.
Nel giugno 1913, durante la seconda guerra balcanica, prese parte alle forze dell'Esercito Ottomano comandate da Kaymakam Enver Bey, che recuperarono Dimetoka ed Edirne (Adrianopoli, capitale dell'Impero ottomano tra il 1365 e il 1453, quindi di massimo interesse storico ed importanza per i turchi) insieme alla maggior parte della Tracia orientale dai bulgari.
Nel 1913 fu nominato addetto militare ottomano presso tutti gli Stati balcanici (il suo ufficio era a Sofia, in Bulgaria) e nel marzo 1914 fu promosso al grado di Kaymakam (tenente colonnello) e posto al comando di un reggimento. Mentre si trovava in Bulgaria, incontrò Dimitrina Kovacheva, la figlia del generale bulgaro Stiliyan Kovachev (contro le cui forze aveva combattuto durante le guerre balcaniche), che aveva da poco completato la sua formazione in Svizzera, durante un ballo di Capodanno a Sofia e se ne innamorò. I due danzarono insieme al ballo e nei giorni successivi iniziarono a frequentarsi segretamente. Atatürk chiese due volte ai genitori di Dimitrina il permesso di sposarla (la seconda volta fu nel 1915, durante la prima guerra mondiale), ricevendo un rifiuto entrambe le volte, cosa che gli lasciò una tristezza che lo avrebbe accompagnato per tutta la vita.

### Prima guerra mondiale
Fu un brillante ufficiale durante il primo conflitto mondiale. Ad Atatürk nel 1915 fu affidato il compito di organizzare e comandare la 19ª Divisione assegnata alla Quinta Armata durante la campagna di Gallipoli. Divenne il comandante in prima linea dopo aver anticipato correttamente dove gli alleati avrebbero attaccato e mantenne la sua posizione finché non si ritirarono. Dopo la battaglia di Gallipoli, Atatürk prestò servizio a Edirne fino al 14 gennaio 1916.
Fu quindi assegnato al comando del XVI Corpo della Seconda Armata e inviato nella campagna del Caucaso, dopo che la massiccia offensiva russa aveva raggiunto le principali città dell'Anatolia nordorientale, e anche lì ottenne successi militari, riconquistando Muş e Bitlis; per questo il 1º aprile del 1916 fu promosso pascià (generale).
Nel 1918 combatté in Palestina al comando della 7ª Armata, di stanza a Nablus. Nel settembre le truppe alleate, più numerose, sfondarono nella battaglia di Megiddo.

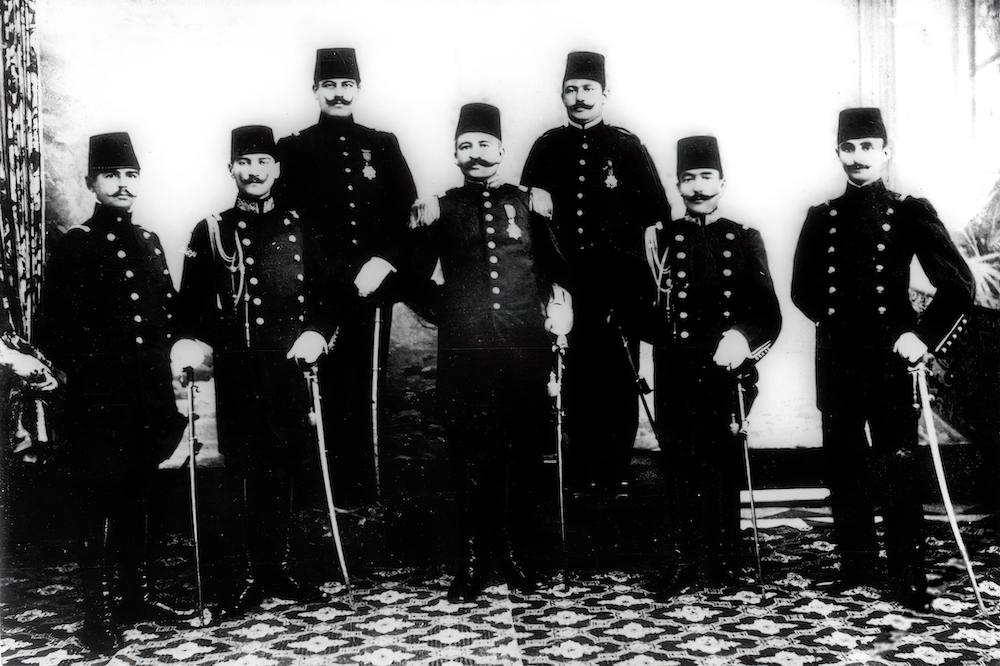
Mustafa Kemal con i suoi compagni a Damasco (1907)
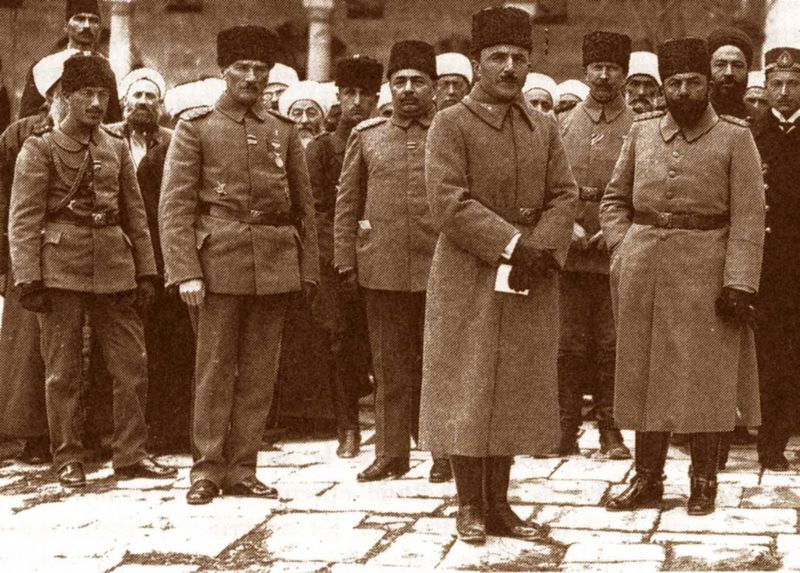
Mustafa Kemal Pascià, Enver Pascià e Cemal Pascià mentre ispezionano il fronte a Damasco nel 1917
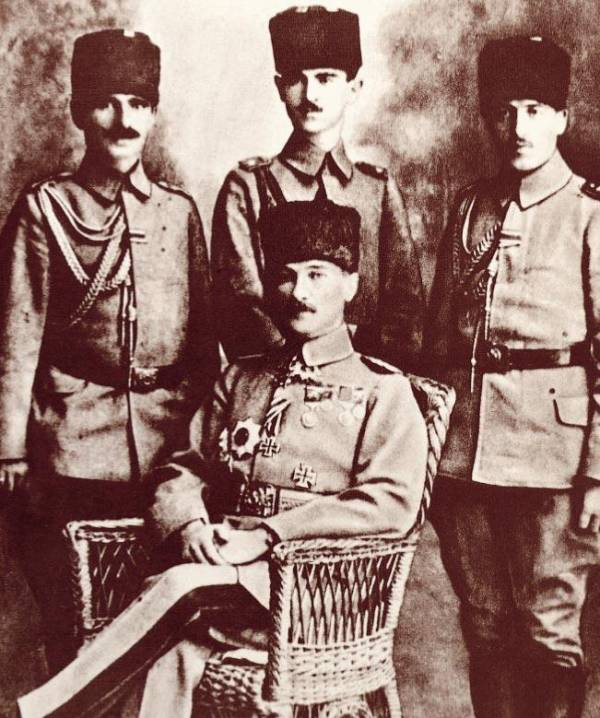
Mustafa Kemal Pascià con i suoi aiutanti come comandante del gruppo dell'esercito "Yıldırım" (1918)
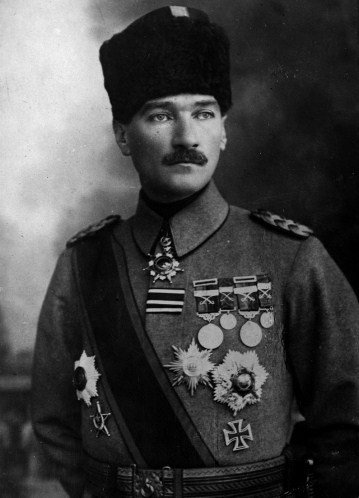
Mustafa Kemal Pascià nel 1918, comandante del gruppo dell'esercito Yıldırım e aiutante di campo onorario del Sultano

### La guerra di indipendenza turca

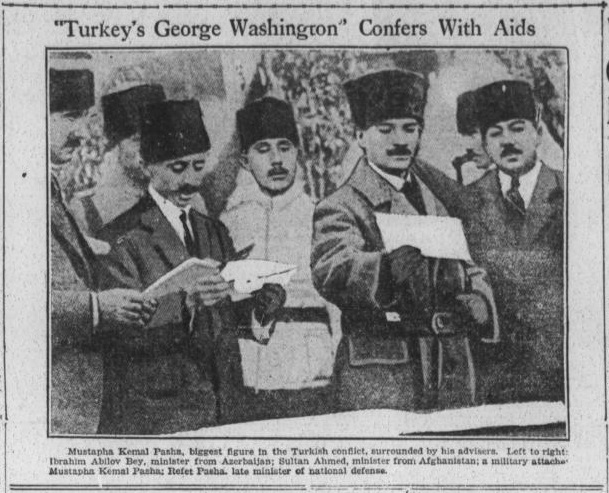
Il 13 ottobre 1922, l'Abilene Daily Reporter, con sede in Texas, definì Mustafa Kemal Pascià "il George Washington della Turchia"

Con la sconfitta degli imperi centrali, e l'armistizio siglato il 30 ottobre 1918 che prevedeva lo smembramento dell'Impero ottomano, gli alleati occuparono Costantinopoli, la Tracia orientale e l'Anatolia occidentale. Nel maggio 1919, 20 000 soldati greci sbarcarono a Smirne, senza che l'esercito turco potesse intervenire.
Atatürk si fece allora promotore del nazionalismo turco costituendo nel 1919 il Movimento Nazionale Turco di cui fu leader.
Il 10 agosto 1920, il Gran Visir ottomano Damat Ferid Pascià firmò il trattato di Sèvres, finalizzando i piani per la spartizione dell'Impero ottomano, comprese le regioni che i nazionalisti turchi consideravano storicamente turche. Atatürk insistette sulla completa indipendenza del Paese e sulla salvaguardia degli interessi della maggioranza turca sul "suolo turco". Kemal convinse la Grande Assemblea Nazionale Turca (GAN) a riunire un esercito nazionale.
L'esercito del GAN affrontò l'esercito del Califfato sostenuto dalle forze di occupazione alleate e aveva il compito immediato di combattere le forze armene nel fronte orientale e le forze greche che avanzavano verso est da Smirne che avevano occupato nel maggio 1919, sul fronte occidentale.
I successi militari del GAN contro la Repubblica Democratica d'Armenia nell'autunno del 1920 e successivamente contro i greci furono resi possibili da una costante fornitura di oro e armamenti ai kemalisti da parte del governo bolscevico russo dall'autunno del 1920 in poi. Gli Alleati, ignorando l'entità dei successi di Atatürk, speravano di imporre alla Turchia una versione modificata del trattato di Sèvres come accordo di pace su Angora, ma la proposta fu respinta. Nell'agosto 1922, Atatürk lanciò un attacco a tutto campo contro le linee greche ad Afyonkarahisar nella battaglia di Dumlupınar, e le forze turche ripresero il controllo di Smirne il 9 settembre 1922. Grazie a questi successi, Kemal ristabilì l'unità e l'indipendenza della Turchia.

### L'istituzione della Repubblica turca

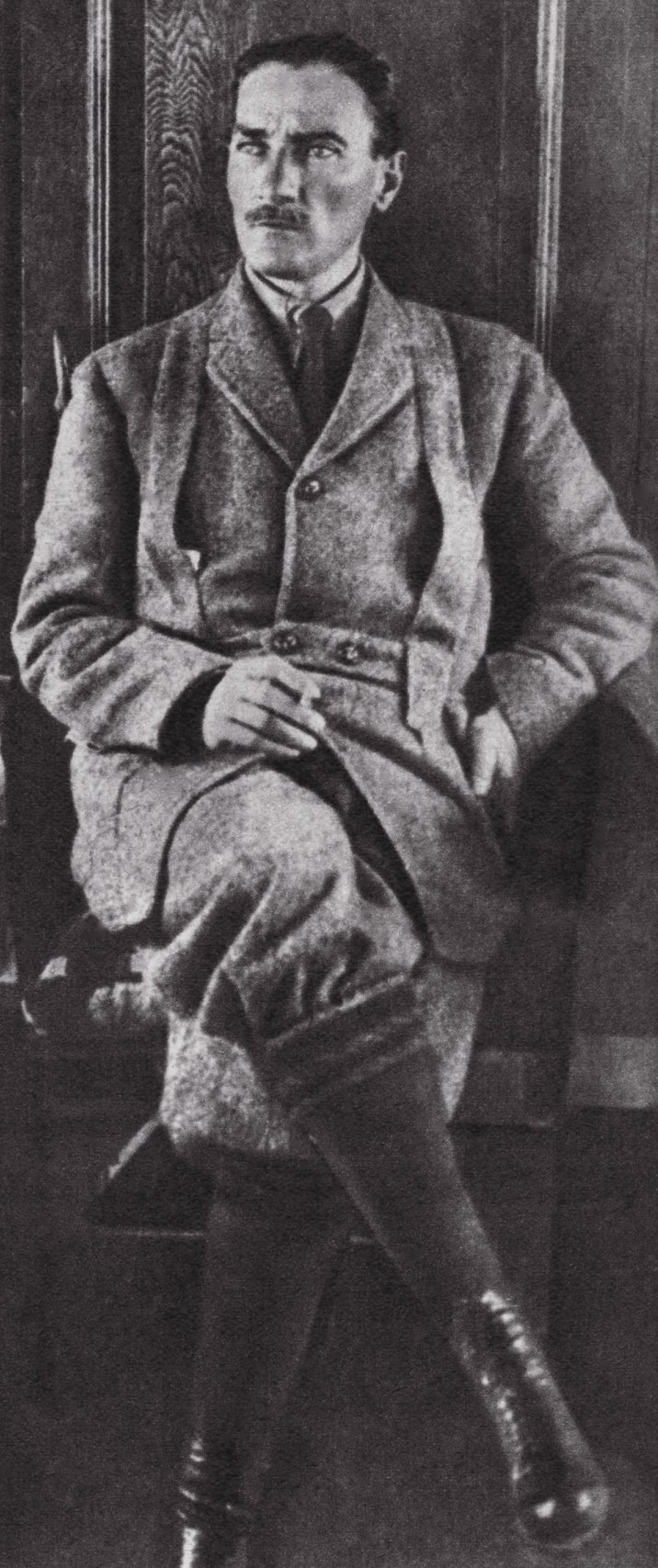
Atatürk a İzmit nel 1923

La conferenza di Losanna iniziò il 21 novembre 1922. La Turchia, rappresentata da İsmet İnönü della Grande Assemblea Nazionale Turca, rifiutò qualsiasi proposta che potesse compromettere la sovranità turca, come il controllo delle finanze turche, delle Capitolazioni, il controllo degli Stretti e altre questioni. Sebbene la conferenza fu interrotta il 4 febbraio, proseguì dopo il 23 aprile, concentrandosi principalmente sulle questioni economiche. Il 24 luglio 1923, il Trattato di Losanna fu firmato dalle Potenze con il GNA, riconoscendo così quest'ultimo come governo della Turchia.
Il 29 ottobre 1923 fu proclamata la Repubblica di Turchia. Da allora, la Festa della Repubblica è stata celebrata come festa nazionale in quella data.
Mustafa Kemal divenne Primo ministro della Turchia dal maggio 1920 al gennaio 1921 e, dall'aprile 1920, presidente della Grande Assemblea Nazionale Turca di Ankara, fino al 1923. 

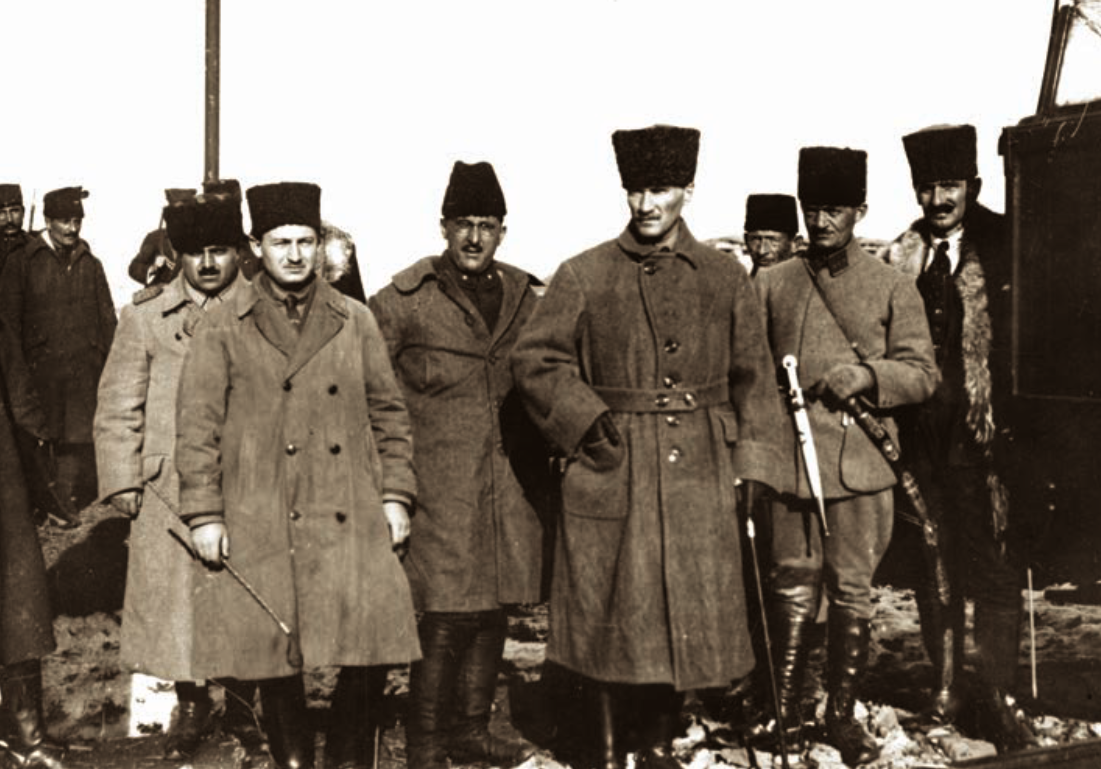
Mustafa Kemal Pascià a Eskişehir il 4 dicembre 1920
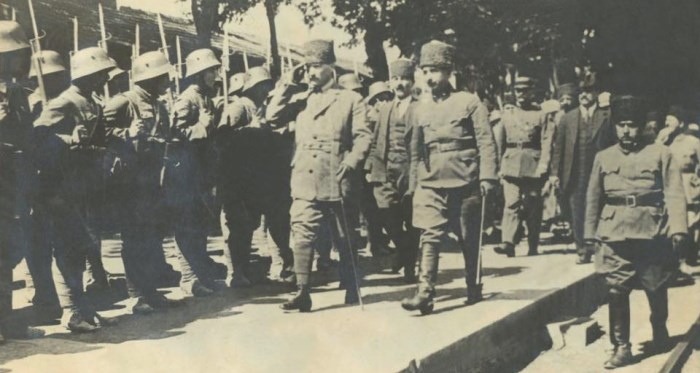
Mustafa Kemal Pascià e İsmet Pascià nel 1921
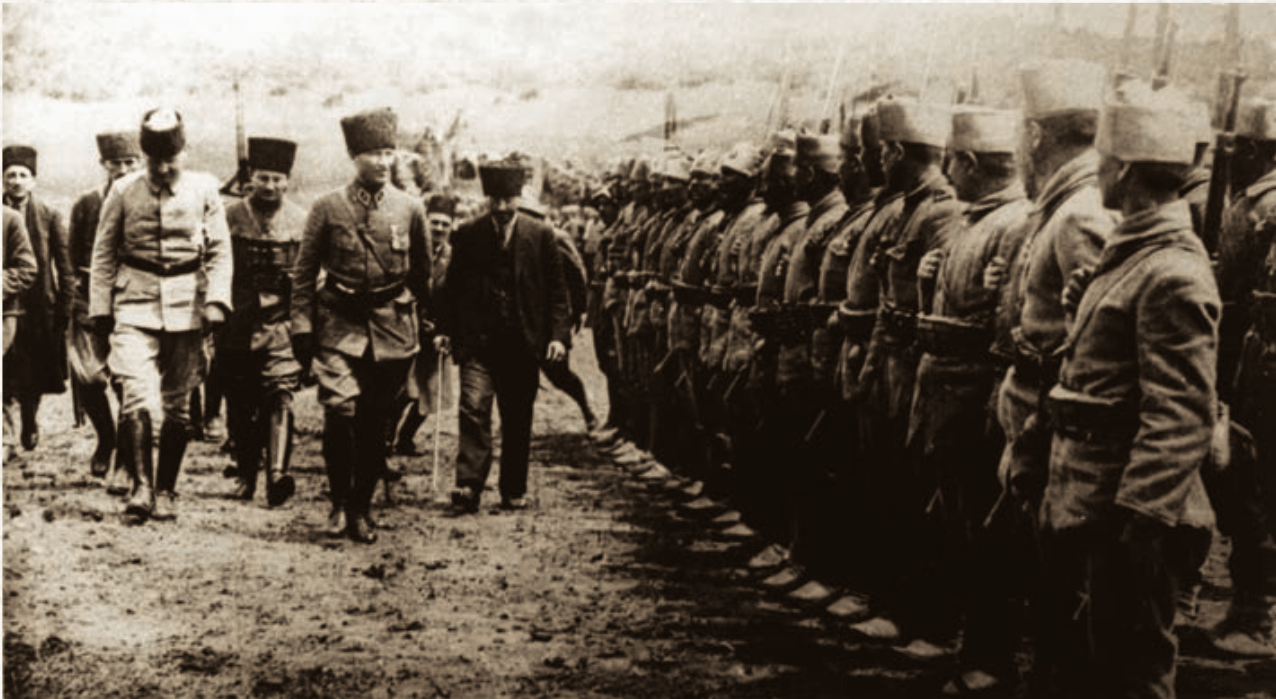
Mustafa Kemal Pascià ispeziona le truppe il 18 giugno 1922
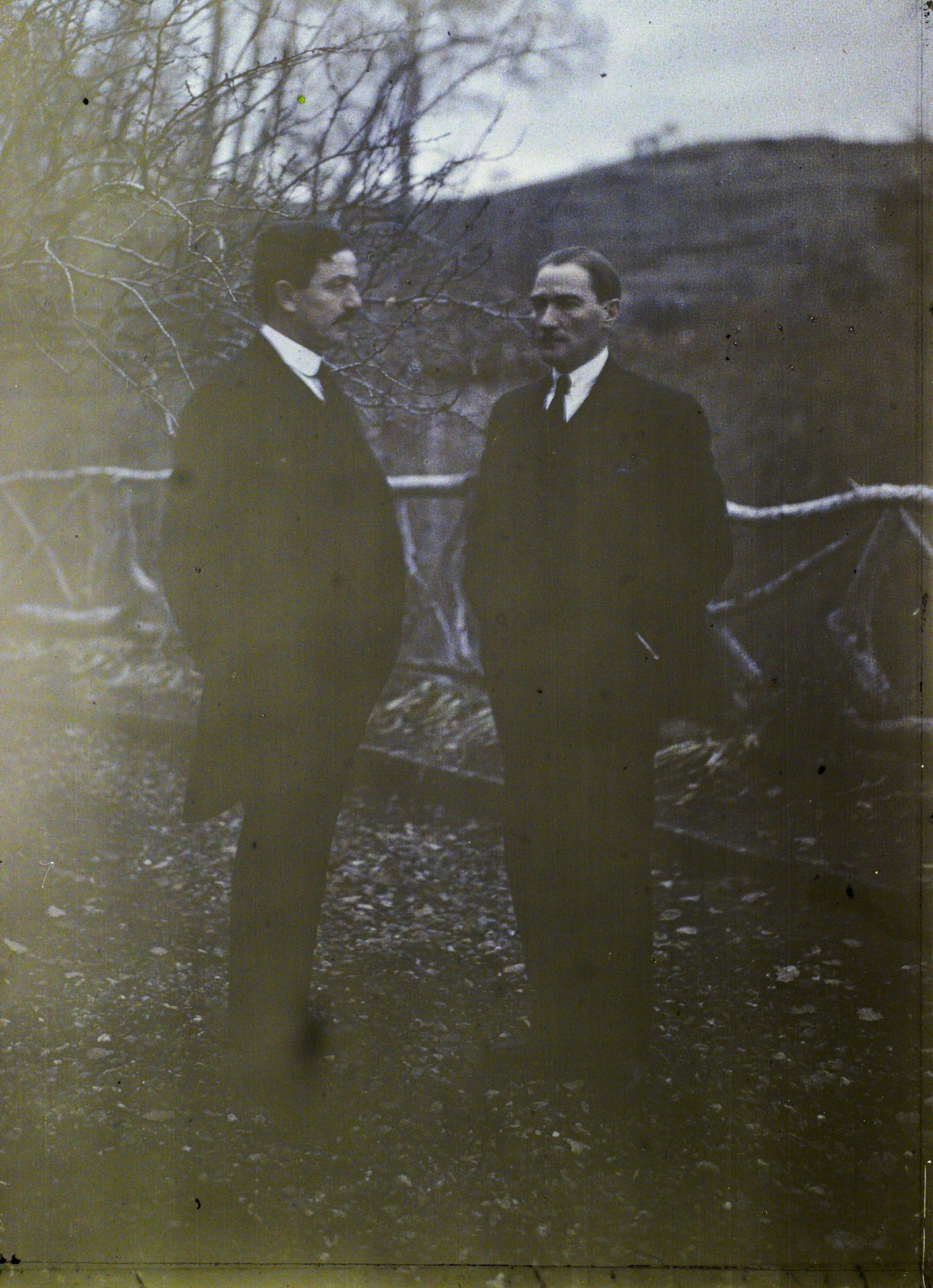
Rauf Orbay e Kemal Atatürk ad Ankara, autocromia del 1922 di Frédéric Gadmer

## Presidenza

### Le riforme e la politica interna

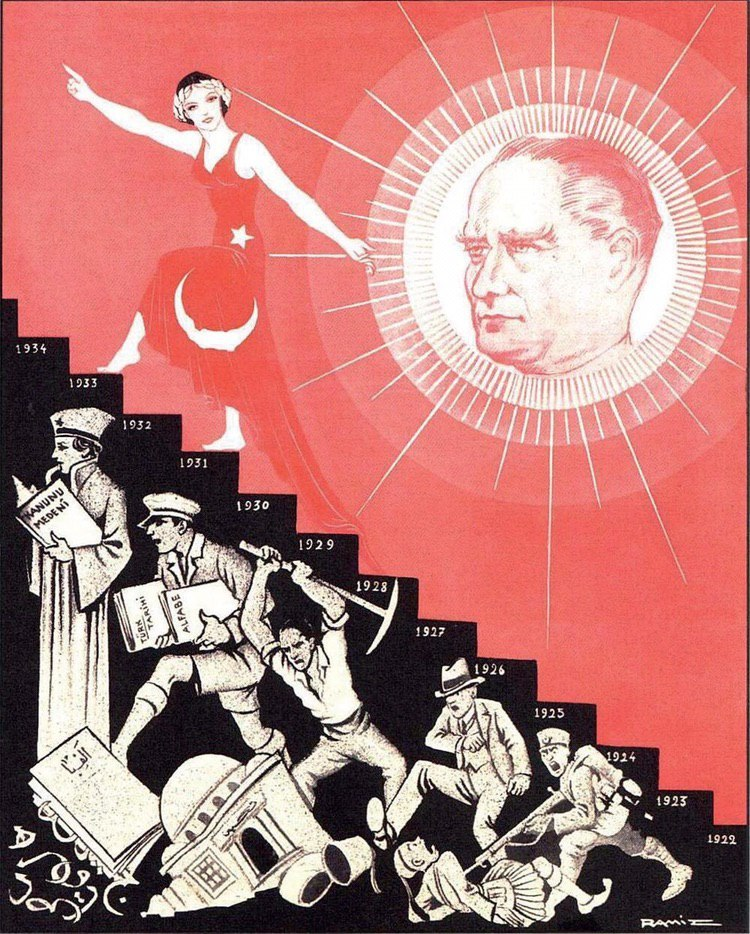
Un'illustrazione delle riforme di Atatürk. Da destra a sinistra: La vittoria sull'invasione greca, l'abbandono del fez, la chiusura delle logge settarie, l'adozione del nuovo alfabeto turco e quella del codice civile turco.

Quindi depose il sultano Maometto VI (1922), divenne guida del Partito Popolare Repubblicano, fondò la Repubblica turca, e fu il primo presidente della Turchia dal 29 ottobre 1923.
Diede vita a una serie di riforme fondamentali dell'ordinamento dello Stato, sulla base di un'ideologia di chiaro stampo occidentalista, nazionalista e avversa al clero musulmano, che da lui prese il nome di kemalismo. Abolì il califfato e pose le organizzazioni religiose sotto il controllo statale, abolì tutte le logge massoniche, laicizzò lo Stato, riconobbe la parità dei sessi, istituì il suffragio universale, la domenica come giorno festivo, adottò l'alfabeto latino, il calendario gregoriano, il sistema metrico decimale e proibì l'uso del fez e del turbante, troppo legati al passato regime, così come la barba per i funzionari pubblici e i baffi alla turca per i militari. Egli stesso prese a vestire in abiti occidentali, ma mantenne temporaneamente l'Islam come religione di Stato, per non turbare eccessivamente i turchi più religiosi. Vi è una controversia relativamente alla posizione personale di Atatürk in materia religiosa. Atatürk generalmente non esprimeva la sua posizione personale sulla religione in maniera diretta e le sue principali dichiarazioni in materia sono in gran parte limitate agli anni 1920. Alcune fonti lo hanno definito musulmano, altre lo hanno definito tendenzialmente irreligioso, agnostico, deista, o ateo.
In ambito giuridico, abrogò ogni norma e pena che poteva ricollegarsi alla legge islamica, promulgò un nuovo codice civile, che aveva come modello il codice civile svizzero, e un codice penale basato sul codice italiano dell'epoca, ma mantenne la pena di morte.

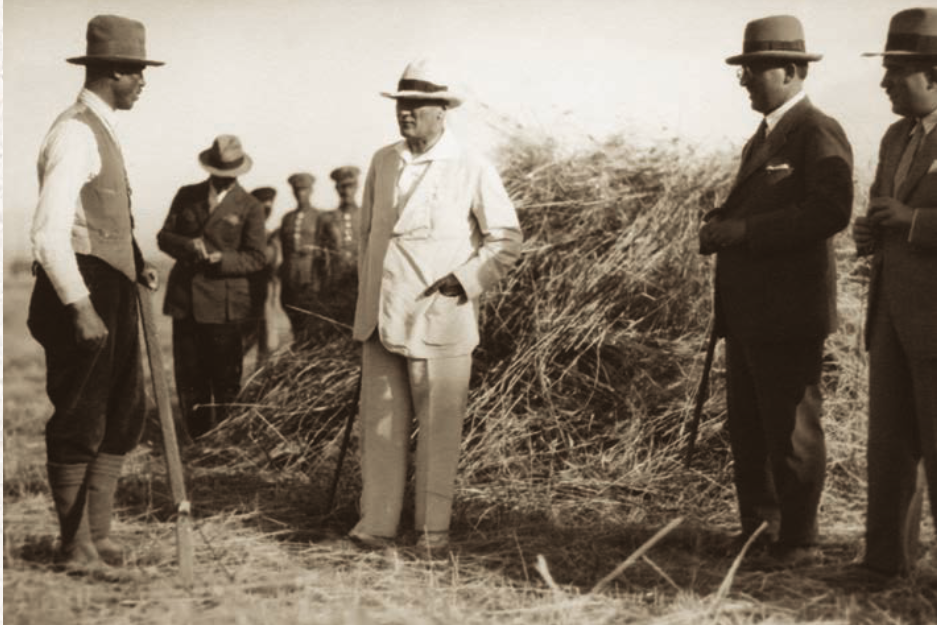
Atatürk visita la "fattoria forestale" di Ankara nel processo di meccanizzazione dell'agricoltura, che è stata presa a modello (1929)

Al fine di garantire la stabilità e la sicurezza dello Stato, istituì tuttavia un sistema autoritario, fondato sul partito unico, che sarebbe rimasto in vigore fino a dopo la sua morte. Inoltre, secondo la costituzione kemalista, a guardia della laicità dello Stato contro i possibili tentativi dei movimenti islamici, venne posto lo stesso esercito turco a custode della costituzione, autorizzato anche a colpi di Stato per difendere la secolarizzazione. Nonostante la Turchia fosse rimasta intrinsecamente conservatrice, soprattutto a livello popolare, le riforme di Mustafa Kemal la avvicinarono sensibilmente all'Europa.
Si registrarono però fenomeni di repressione delle opposizioni e pesanti violenze contro i curdi.
Nel 1934 concesse il diritto di voto alle donne, e nel 1935, alle elezioni generali, diciotto parlamentari donne furono eletti in parlamento, in un momento in cui in un numero significativo di paesi europei non avevano il diritto di voto.

### Politica estera
La politica estera di Atatürk rispondeva al suo motto "Pace in casa, pace nel mondo", con una strategia di pace legata al suo progetto di civilizzazione e modernizzazione. La guerra d'indipendenza turca fu l'ultima volta che Atatürk utilizzò la forza militare nei rapporti con altri Stati. Durante la sua presidenza, infatti, le questioni internazionali venivano risolte tramite vie diplomatiche.

#### I rapporti con la Gran Bretagna: la questione di Mosul

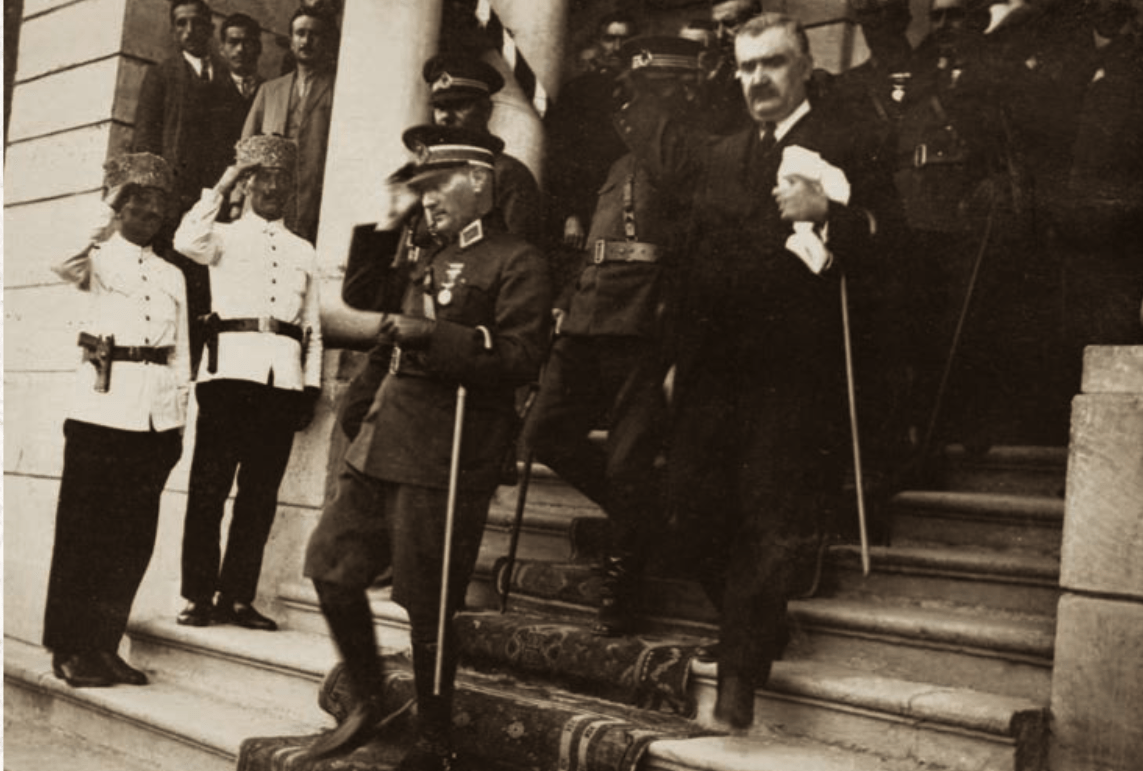
Atatürk ai tempi della questione di Mosul, 1925

Una delle prime controversie internazionali che la nuova Repubblica di Turchia dovette affrontare fu la disputa con il Regno Unito per il controllo territoriale dell'ex territorio ottomano del Vilayet di Mossul. Nel 1920, il Misak-ı Millî, il Patto Nazionale Turco, aveva dichiarato che il Vilayet di Mosul era parte della Turchia storica. Il controllo britannico della regione era in condizioni piuttosto precarie e i soldati britannici adottarono le misure più disperate per assicurare il loro controllo. Per esempio, nell'estate del 1920, fu sedata nel sangue una rivolta del popolo iracheno. I britannici temevano inoltre una penetrazione turca nella regione e che questa fosse supportata dalla popolazione locale. Tuttavia, invece che intraprendere azioni avventate, Atatürk preferì attendere una ripresa della Turchia e che la situazione si facesse più chiara.
Atatürk contestò ai britannici di aver disegnato artificialmente i confini del Medio Oriente con lo scopo di privare la Turchia di tutti i giacimenti di petrolio della zona. In tal senso, il Ministro degli esteri britannico George Curzon arrivò a negare la presenza di petrolio nell'area, salvo poi ritrattare le sue posizioni.
Il Consiglio della Società delle Nazioni nominò una commissione investigativa che raccomandò all'Iraq di mantenere Mosul, e la Turchia di Atatürk acconsentì con riluttanza alla decisione firmando il Trattato di frontiera del 5 giugno 1926 con il governo iracheno. L'Iraq accettò di concedere alla Turchia una royalty del 10% sui giacimenti di petrolio di Mosul per 25 anni.

#### Rapporti con la Russia e poi Unione Sovietica
Il 26 aprile 1920, Mustafa Kemal inviò un messaggio a Vladimir Lenin, leader bolscevico della Repubblica Socialista Federativa Sovietica Russa (non ancora Unione Sovietica), promettendogli di coordinare le loro operazioni militari con i bolscevichi nella comune "lotta contro i governi imperialisti", richiedendogli 5 milioni di lire in oro e in armamenti. Per i successivi due anni, il governo di Lenin inviò aiuti militari alla Turchia tra i quali 6000 fucili e 5 milioni di munizioni.
Nel 1921, Kemal firmò il trattato di Mosca (Amicizia e Fratellanza) con la Repubblica Socialista Federativa Sovietica Russa, il quale fu poi seguito dal trattato di Kars per assicurare i confini settentrionali della Repubblica di Turchia con la Repubblica Socialista Sovietica di Armenia, la quale era ancora formalmente indipendente ma nell'orbita sovietica. Le relazioni tra la Turchia di Kemal e l'Unione Sovietica furono fin da subito amichevoli ma basate sul fatto che erano contro un nemico comune: la Gran Bretagna e l'Occidente. Nonostante i suoi rapporti con l'Unione Sovietica, Atatürk non era disposto a far penetrare il comunismo in Turchia. «L'amicizia con la Russia», disse, «non è finalizzata ad adottare la loro ideologia del comunismo in Turchia».

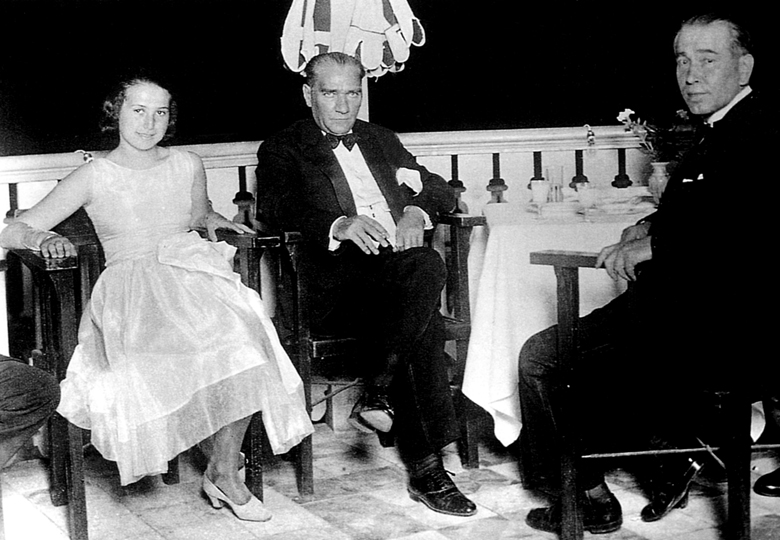
Atatürk con il leader del Partito Repubblicano Liberale Fethi Okyar e sua figlia a Yalova il 13 agosto 1930
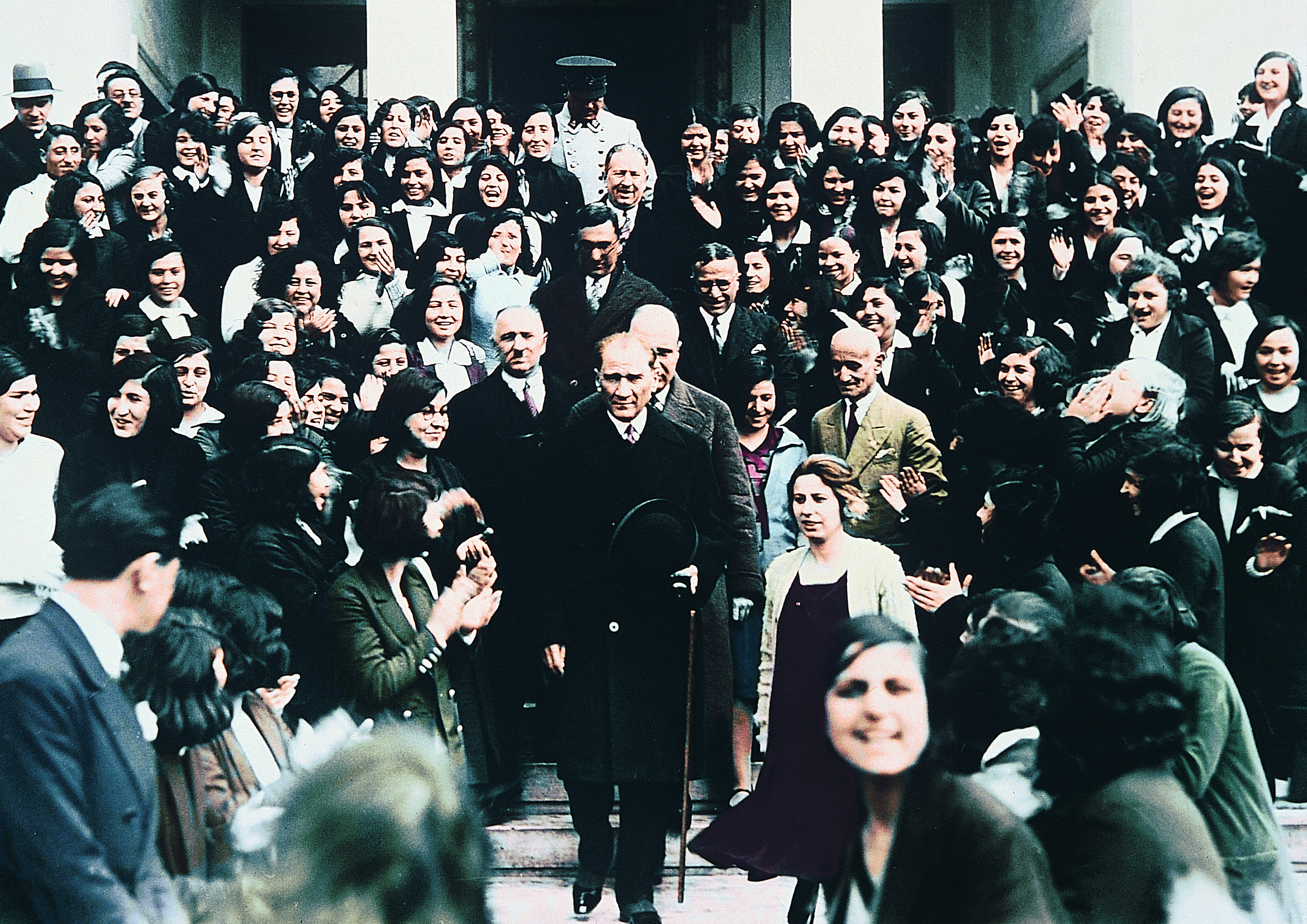
Atatürk visita una scuola durante gli anni trenta
- Atatürk sul quotidiano Milliyet del 29 ottobre 1934
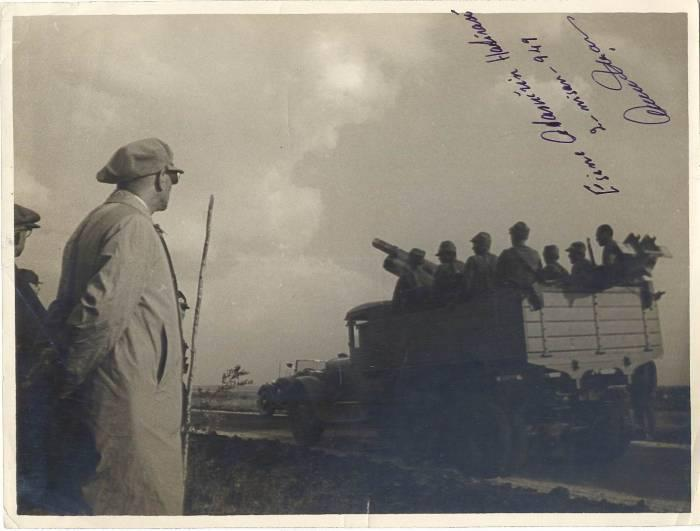
Atatürk osserva le truppe turche durante l'esercitazione militare il 28 maggio 1936

#### Le relazioni con la Grecia
Anche il leader della Grecia del dopoguerra, Eleutherios Venizelos, era determinato a stabilire relazioni normali tra il suo Paese e la Turchia. La guerra aveva devastato l'Anatolia occidentale e l'onere finanziario dei rifugiati musulmani ottomani dalla Grecia aveva bloccato il riavvicinamento. Venizelos si impegnò a stringere relazioni cordiali con la Turchia di Kemal, nonostante le accuse in patria di essere troppo accondiscendente alle richieste dei turchi. Nonostante le reciproche animosità tra turchi e greci, Atatürk resistette alle pressioni delle inimicizie storiche e fu sensibile alle tensioni passate; in un'occasione, egli ordinò la rimozione di un dipinto che mostra un soldato turco che infilza con una baionetta un soldato greco affermando: «Che scena rivoltante!».
La Grecia rinunciò a tutte le sue rivendicazioni sul territorio turco e le due parti conclusero un accordo il 30 aprile 1930. Il 25 ottobre Venizelos visitò la Turchia e firmò un trattato di amicizia. Venizelos consigliò persino il nome di Atatürk per il premio Nobel per la pace del 1934. Anche dopo la caduta dal potere di Venizelos, le relazioni greco-turche rimasero cordiali. In effetti, il successore di Venizelos, Panagis Tsaldaris, venne in visita ad Atatürk nel settembre 1933 e firmò un accordo più completo chiamato Entente Cordiale tra Grecia e Turchia, che fu un trampolino di lancio per la futura Intesa balcanica dell'anno successivo.

#### La questione di Hatay
Nella seconda metà degli anni 1930, Atatürk preferì stringere relazioni diplomatiche più cordiali con Gran Bretagna e Francia, soprattutto nella speranza di ottenere concessioni sulla questione della Repubblica di Hatay. Atatürk rifiutò di riconoscere tale territorio come parte del mandato francese della Siria e, in un discorso del 15 marzo 1923 ad Adana, sostenne che si trattava di "terra turca da 40 secoli" e che "non poteva restare prigioniera nelle mani dei nemici". L'intento dei politici turchi era quello di incorporare il sangiaccato di Alessandretta una volta scaduto il Mandato francese nel 1935. Iniziò così nella regione un periodo di riforme sullo stile di Atatürk e nacquero numerose organizzazioni a favore dell'unificazione alla Turchia.
Atatürk coniò il nome Hatay per la regione (un riferimento agli ittiti e ai regni regni siro-ittiti) e portò la "Questione di Hatay" (in turco Hatay Meselesi) alla Società delle Nazioni. Rappresentanti di Francia, Regno Unito, Paesi Bassi e Belgio furono perciò incaricati di redigere una costituzione per il sangiaccato. Il nuovo statuto entrò in vigore nel novembre 1937 e la regione fu definita "distinta ma non separata" dalla Siria sul piano diplomatico, e legata sia alla Turchia che alla Francia per le questioni difensive. Alla fine la Provincia di Hatay fu annessa alla Turchia nel 1939.

#### Il Vicino Oriente
Mustafa Kemal fu grande sostenitore delle politiche di Mahmud Tarzi nell'Afghanistan, il quale, a sua volta, vedeva nell'esperienza dei Giovani Turchi un esempio da emulare anche in Afghanistan. Kemal strinse anche buoni rapporti con lo scià di Persia Reza Pahlavi in funzione anti-britannica. In Iran Atatürk fu malvisto dal clero sciita in quanto vedevano nelle riforme di Atatürk un modo per indebolire il clero.

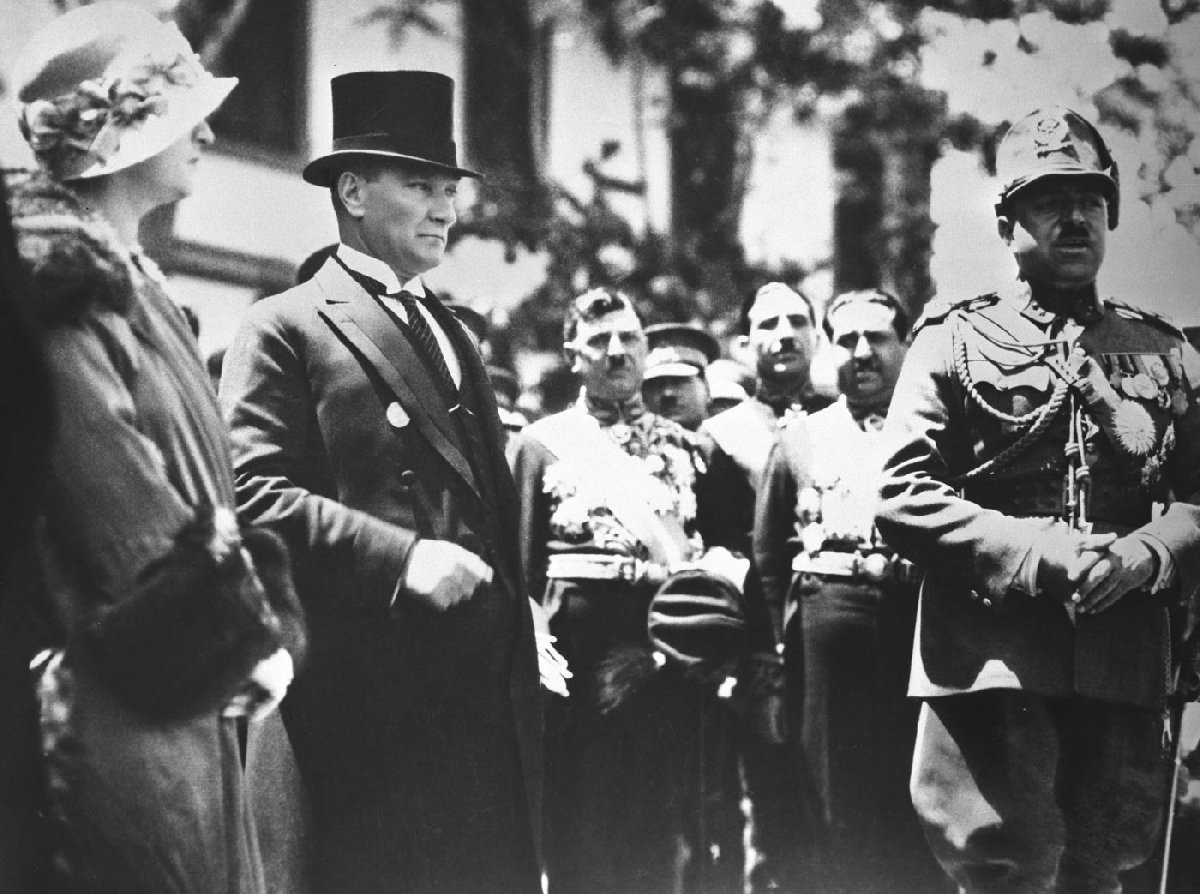
Atatürk con il re dell'Afghanistan, Amanullah Khan (1928)
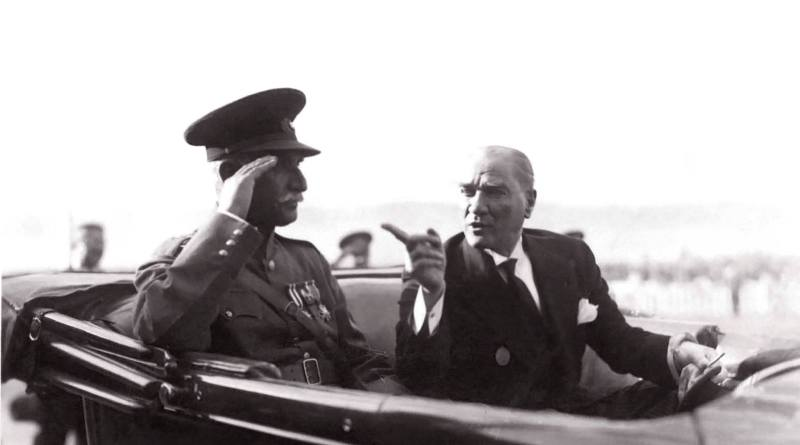
Atatürk e Reza Shah Pahlavi ad Ankara nel 1934
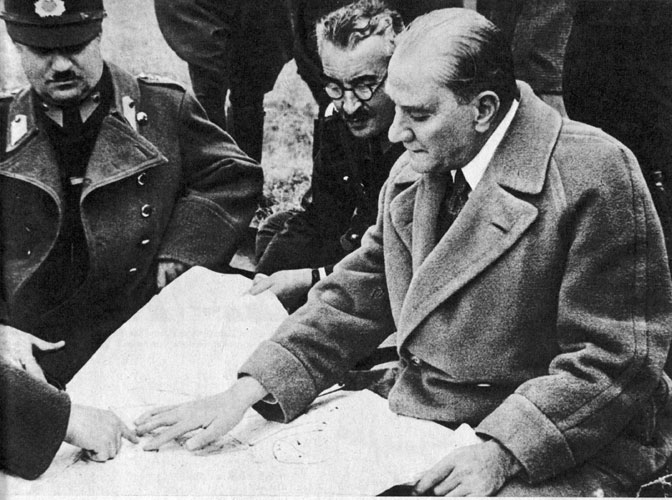
Atatürk durante le grandi manovre di Tracia nell'agosto 1937
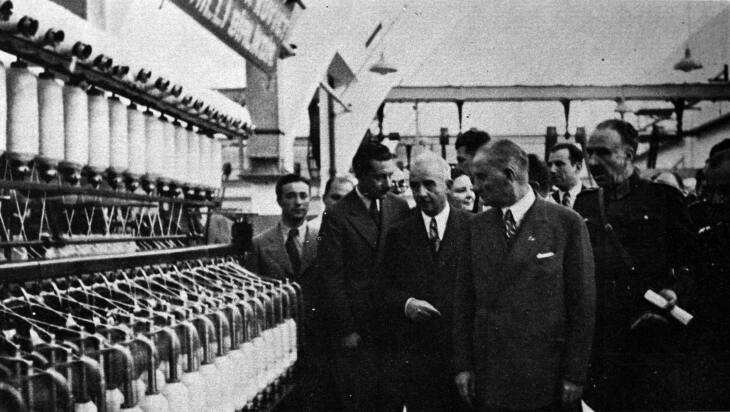
Atatürk durante una visita ufficiale alla fabbrica di cotone Nazilli il 9 ottobre 1937

### Atatürk
Nel 1934 cambiò il suo nome da Mustafa Kemal (Kemal fu aggiunto da un suo insegnante, il suo nome di nascita era solo Mustafa, a cui si aggiungeva il patronimico) Paşa a Kemal Atatürk, poi Kamâl Atatürk. Tuttavia, Atatürk tornò alla vecchia ortografia di Kemal dal maggio 1937 in poi.
Atatürk (il cui significato è "Padre dei Turchi") fu il cognome assegnato esclusivamente a lui - con apposito decreto - che nel 1934 il Parlamento della Repubblica, in base alla "legge sul cognome", gli attribuì quando Kemal fece adottare regolari cognomi di famiglia, assenti nella tradizione turco-ottomana (tranne per le minoranze cristiane e giudaiche), come era invece l'uso del mondo orientale.

### Malattia e morte
(Preambolo della Costituzione della Repubblica Turca.)

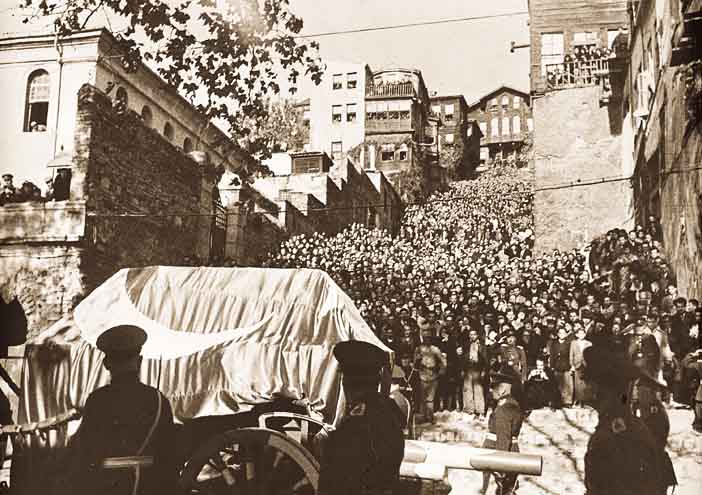
Il funerale di Atatürk, novembre 1938

Per gran parte della sua vita, Atatürk fu un assiduo fumatore e consumatore di alcool, arrivando spesso a bere mezzo litro di raki al giorno. Quanto al fumo, Atatürk fumava prevalentemente sigarette. Già nel 1937 cominciarono a manifestarsi i primi segni che la sua salute stava peggiorando. All'inizio del 1938, durante un viaggio a Yalova, ebbe un malore e fu ricoverato ad Istanbul, dove gli fu diagnosticata la cirrosi epatica. Nei mesi successivi cercò di mantenere il suo stile di vita il più regolare possibile, ma alla fine soccombette alla malattia. Morì il 10 novembre 1938, all'età di 57 anni, nel Palazzo di Dolmabahçe, situato sulla riva del Bosforo, nel quartiere Beşiktaş di Istanbul.
Le sue spoglie riposano nell'Anıtkabir, mausoleo appositamente costruito per lui ad Ankara, capitale dello Stato repubblicano che egli aveva contribuito in modo decisivo a creare.
A Kemal Atatürk sono dedicati, fra gli altri, il nuovo stadio olimpico di Istanbul e l'ex principale aeroporto di Istanbul, ora dedicato ai voli di Stato.

## Vita privata

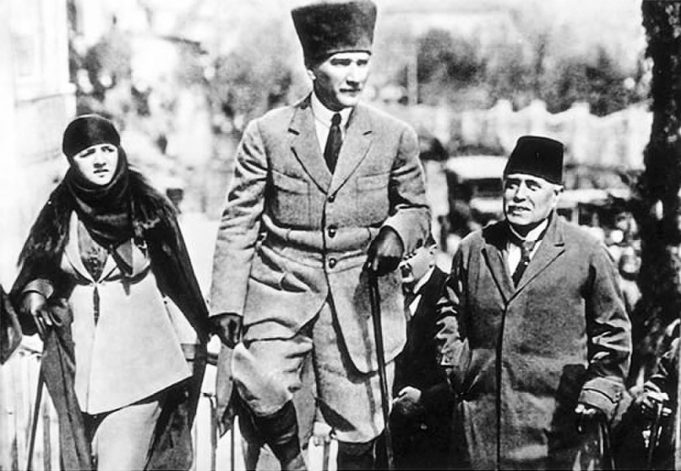
Latife e Kemal durante uno dei tour dell'Anatolia

Mustafa Kemal si sposò il 29 gennaio 1923 con Latife Hanım, la figlia di ricchi commercianti smirnioti che aveva conosciuto l'anno precedente, quando la loro villa era stata requisita come suo quartier generale. La cerimonia di matrimonio si svolse con lei presente, contrariamente alle usanze dell'epoca. Latife lo accompagnò anche nei suoi viaggi ufficiali in Turchia, ed elaborava i suoi discorsi insieme a lui.
Tuttavia, il loro matrimonio non durò a lungo. Dopo un litigio durante il viaggio in Anatolia orientale nell'estate del 1925, Atatürk sciolse unilateralmente il matrimonio il 5 agosto 1925, sempre in conformità con la vecchia legge islamica. Il motivo del fallimento del matrimonio non è mai stato discusso pubblicamente né da Atatürk né da Uşşaki (si dice però che l'indaffarato Atatürk abbia detto: "Soprattutto il mio Paese ha bisogno di me come padre di famiglia"). Né lui né lei si risposarono più.

## L'eredità politica
Quella che guidò è spesso citata come esempio di rivoluzione nazionalista che trasforma una monarchia in una repubblica. La sua politica estera è riassumibile per sommi capi in una frase da lui pronunciata: "pace in casa, pace nel mondo".
Come leader del movimento nazionale tra il 1919 e il 1923, Atatürk fu descritto dagli Alleati e dal giornalista di Istanbul noto a livello nazionale Ali Kemal come "capo rapinatore", Lord Balfour in questo contesto lo definì il "più terribile di tutti i terribili turchi" (most terrible of all the terrible Turks). Influenzò sia Mussolini, che nel periodo della Marcia su Roma si definiva "il Mustafa Kemal di Milano", sia Hitler al tempo del Putsch di Monaco. Però, benché fosse lontanissimo dall'ideologia marxista, e anzi sostenesse l'inesistenza della questione di classe, i rapporti tra Mustafa Kemal e Lenin furono improntati a grande rispetto, e anche in seguito il buon vicinato con l'URSS fu tra i cardini della politica estera kemalista. Le ragioni di questa scelta diplomatica sono da rintracciare, più che in affinità politiche, nel sostegno che l'Unione Sovietica concesse a Kemal durante la guerra di liberazione dall'occupazione degli Alleati, che consisteva principalmente nella fornitura di oro e di armamenti, nonché di ingenti aiuti economici.
Harold C. Armstrong, un ufficiale dell'esercito britannico che fu catturato dagli Ottomani durante la prima guerra mondiale, descrisse Atatürk come segue:
(Grey Wolf: Mustafa Kemal, H. C. Armstrong)
A succedergli fu il suo braccio destro İsmet İnönü. I rapporti tra i due si erano deteriorati, ma Atatürk non volle o non poté esprimere una chiara scelta alternativa e la burocrazia del partito-Stato, il CHP, vedeva in İnönü il suo massimo garante. Con İnönü la Turchia continua la strada marcata da Atatürk, prima con un'accentuazione degli aspetti autoritari, poi, conclusasi la seconda guerra mondiale, con il passaggio al multipartitismo.

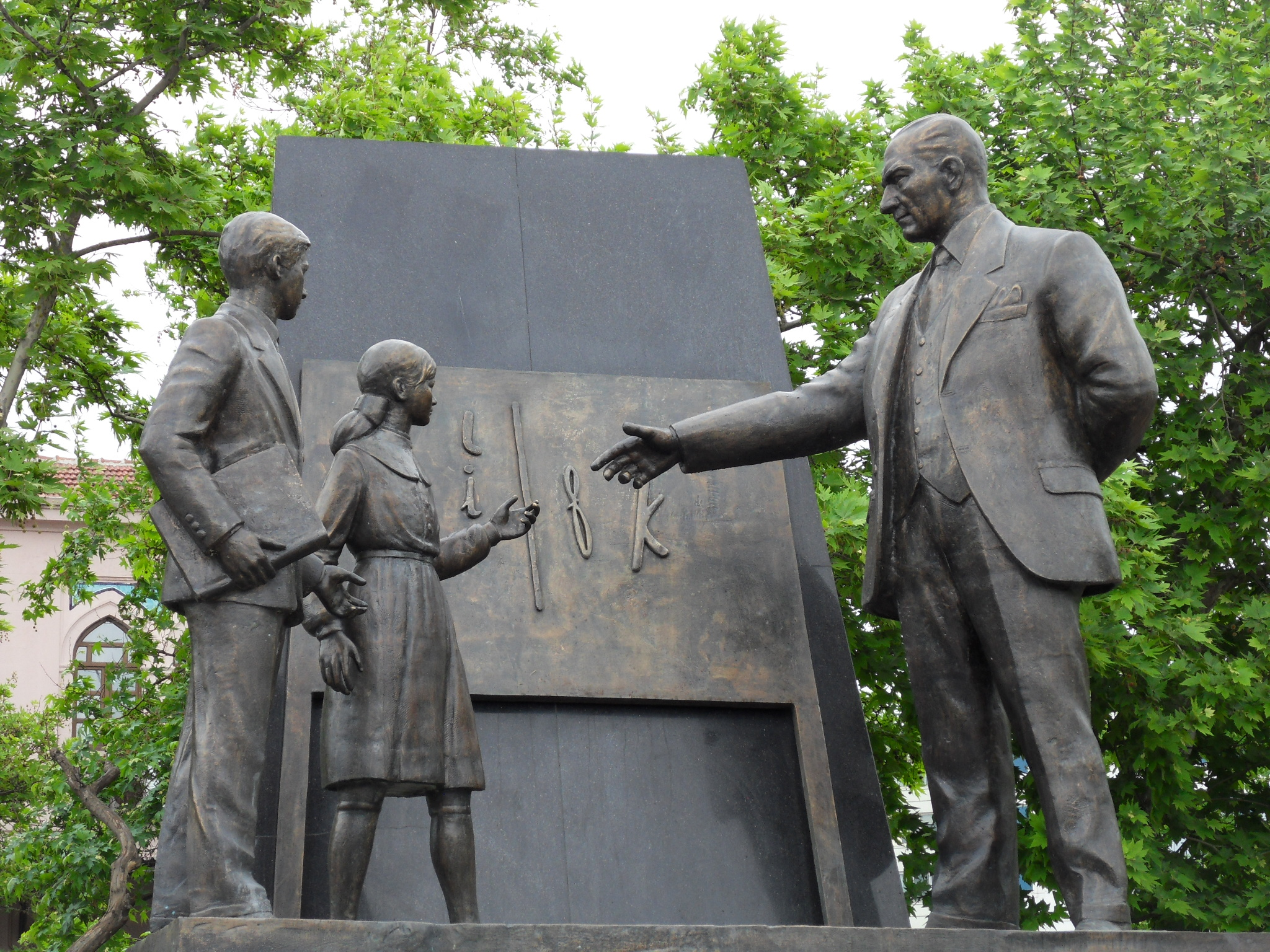
Kadıköy: monumento commemorativo della riforma dell'alfabeto turco operata da Atatürk

Atatürk è tuttora oggetto in Turchia di una religione civile. L'insulto alla sua persona è un vero e proprio reato. Nonostante ciò, l'allora Primo ministro islamista Recep Tayyip Erdoğan, nel varare nel 2013 una legge più restrittiva sull'alcol, si riferì all'estensore della legge che legalizzava le bevande alcoliche come a "un ubriaco". Ciò ha suscitato vive proteste dell'opposizione, in quanto il riferimento era evidentemente ad Atatürk, consumatore di bevande alcoliche al punto di morire di cirrosi epatica, che fu colui che promulgò la normativa durante la sua presidenza.
Questo riformatore ha lasciato una profonda e controversa eredità. La sua opera può essere considerata paradigmatica del problematico rapporto tra l'universalismo della civiltà occidentale e le altrui culture. Samuel P. Huntington considera il kemalismo una ben precisa ed estrema visione del mondo, secondo la quale la completa occidentalizzazione di una società intrinsecamente non occidentale è possibile, necessaria e in sé desiderabile. Hamit Bozarslan invece sottolinea l'aspetto autoritario della politica kemalista che giunge alla completa identificazione tra Stato e persona, lasciando alle generazioni successive la missione di preservare la nazione, quale entità immodificabile definita una volta per tutte.

## Appartenenza alla massoneria
Atatürk è elencato in alcune enciclopedie come massone (iniziato nella loggia Macedonia Risorta et Veritas No. 80 di Salonicco, afferente al Grand Orient de France), appartenenza confermata dal portale ufficiale della Universal Co-Freemasonry, la filiazione americana della Federazione Le Droit Humain, ossia la "massoneria francese/continentale" di cui egli faceva parte.
Anche lo storico e biografo di Atatürk Andrew Mango considera che la sua appartenenza alla Massoneria, benché non possa essere provata assolutamente, è comunque molto verosimile.
La loggia massonica era composta in gran parte da stranieri, il che lo spinse ad andarsene. In un libro intitolato Grey Wolf: Mustafa Kemal, Harold Courtenay Armstrong osserva che Atatürk ridicolizzava i rituali dei massoni. Nel 1926, l'economista ebreo e massonico Mehmed Cavid Bey fu giustiziato per ordine di Atatürk.